# Руди Телве
Руди Телве  (датум рођења и смрти непознати) био је индонежански фудбалски нападач који је играо за Холандску Источну Индију на Светском првенству у фудбалу 1938. године. Такође је играо за ХБС Соерабају. Телве је преминуо.